# The Bootleg Series Vol. 7: No Direction Home: The Soundtrack
Albums de Bob Dylan
The Bootleg Series Vol. 6
(2002) Live at the Gaslight 1962
(2005)
The Bootleg Series Vol. 7: No Direction Home: The Soundtrack est le septième album sorti dans le cadre des « Bootleg Series » de Bob Dylan. Comme son titre l'indique, il s'agit de la bande originale du documentaire sur Dylan No Direction Home, réalisé par Martin Scorsese. L'album inclut également diverses chutes d'enregistrement studios inédites qui n'apparaissent pas dans le documentaire.

## Titres
Toutes les chansons sont écrites et composées par Bob Dylan, sauf indication contraire.
| Disque 1 | Disque 1                                                           | Disque 1 | Disque 1 | Disque 1 | Disque 1 | Disque 1 | Disque 1 | Disque 1 | Disque 1 |
| No       | Titre                                                              | Auteur   | Durée    |          |          |          |          |          |          |
| -------- | ------------------------------------------------------------------ | -------- | -------- | -------- | -------- | -------- | -------- | -------- | -------- |
| 1.       | When I Got Troubles                                                |          | 1:28     |          |          |          |          |          |          |
| 2.       | Rambler, Gambler (traditionnel)                                    |          | 2:16     |          |          |          |          |          |          |
| 3.       | This Land Is Your Land (en concert à New York)                     | Guthrie  | 5:57     |          |          |          |          |          |          |
| 4.       | Song to Woody                                                      |          | 2:41     |          |          |          |          |          |          |
| 5.       | Dink's Song (Traditionnel)                                         |          | 4:37     |          |          |          |          |          |          |
| 6.       | I Was Young When I Left Home                                       |          | 5:19     |          |          |          |          |          |          |
| 7.       | Sally Gal (chute de The Freewheelin' Bob Dylan)                    |          | 2:37     |          |          |          |          |          |          |
| 8.       | Don't Think Twice, It's All Right (démo)                           |          | 3:35     |          |          |          |          |          |          |
| 9.       | Man of Constant Sorrow (traditionnel, enregistrement TV)           |          | 3:03     |          |          |          |          |          |          |
| 10.      | Blowin' in the Wind (en concert au Town Hall de New York)          |          | 4:03     |          |          |          |          |          |          |
| 11.      | Masters of War (en concert au Town Hall de New York)               |          | 4:41     |          |          |          |          |          |          |
| 12.      | A Hard Rain's a-Gonna Fall (en concert au Carnegie Hall)           |          | 7:46     |          |          |          |          |          |          |
| 13.      | When the Ship Comes In (en concert au Carnegie Hall)               |          | 3:05     |          |          |          |          |          |          |
| 14.      | Mr. Tambourine Man (avec Ramblin' Jack Elliott)                    |          | 6:42     |          |          |          |          |          |          |
| 15.      | Chimes of Freedom (en concert au Festival de folk de Newport 1964) |          | 8:02     |          |          |          |          |          |          |
| 16.      | It's All Over Now, Baby Blue (version alternative)                 |          | 3:33     |          |          |          |          |          |          |
| 72:12    |                                                                    |          |          |          |          |          |          |          |          |

| Disque 2 | Disque 2                                                                  | Disque 2 | Disque 2 | Disque 2 | Disque 2 | Disque 2 | Disque 2 | Disque 2 | Disque 2 |
| No       | Titre                                                                     | Auteur   | Durée    |          |          |          |          |          |          |
| -------- | ------------------------------------------------------------------------- | -------- | -------- | -------- | -------- | -------- | -------- | -------- | -------- |
| 1.       | She Belongs to Me (version alternative)                                   |          | 3:18     |          |          |          |          |          |          |
| 2.       | Maggie's Farm (en concert au Festival de folk de Newport 1965)            |          | 5:53     |          |          |          |          |          |          |
| 3.       | It Takes a Lot to Laugh, It Takes a Train to Cry (version alternative)    |          | 3:33     |          |          |          |          |          |          |
| 4.       | Tombstone Blues (version alternative)                                     |          | 3:34     |          |          |          |          |          |          |
| 5.       | Just Like Tom Thumb's Blues (version alternative)                         |          | 5:42     |          |          |          |          |          |          |
| 6.       | Desolation Row (version alternative)                                      |          | 11:44    |          |          |          |          |          |          |
| 7.       | Highway 61 Revisited (version alternative)                                |          | 3:38     |          |          |          |          |          |          |
| 8.       | Leopard-Skin Pill-Box Hat (version alternative)                           |          | 6:23     |          |          |          |          |          |          |
| 9.       | Stuck Inside of Mobile with the Memphis Blues Again (version alternative) |          | 5:44     |          |          |          |          |          |          |
| 10.      | Visions of Johanna (version alternative)                                  |          | 6:36     |          |          |          |          |          |          |
| 11.      | Ballad of a Thin Man (en concert à Édimbourg)                             |          | 7:45     |          |          |          |          |          |          |
| 12.      | Like a Rolling Stone (en concert au Free Trade Hall de Manchester)        |          | 8:12     |          |          |          |          |          |          |
| 72:21    |                                                                           |          |          |          |          |          |          |          |          |